# Payot (förlag)
Payot är ett schweiziskt bokförlag grundat år 1875 i Lausanne. 
Företaget startade som en bokhandel i Lausanne under namnet Librairie Imer. Handeln döptes om till Librairie F. Payot & Cie, när Fritz Payot blev ägare år 1886, och sedermera förblev förlaget ett familjeföretag i exakt 100 år fram till och med 1986. 
När Fritz Payot dog år 1900 tog hans söner Samuel och Gustave över, och gick under namnet Payot & Cie. Medan Samuel skötte handeln i Schweiz så gjorde Gustave Payot sig ett namn i Paris och påbörjade förlagsverksamheten 1912. Samtidigt så öppnade Samuel fler och fler butiker i Schweiz, i Montreux och Vevey 1918, i Genève 1919, i Bern 1921 och 1923 i Neuchâtel. Verksamheten blev ett också ett aktiebolag år 1923 och samma år gav de ut uppslagsverket Bibliothèque historique. som följdes upp år 1925 av Bibliothèque scientifique.
Efter Samuel Payots död 1938 fortsatte hans två söner Marc och Jean-Pierre både förlags och bokhandelsverksamheten i både Schweiz och Frankrike. 1986 såldes familjeföretaget till den schweiziska mediagruppen Edipresse. 
1992 köptes företaget upp av franska Lagardère S.C.A. och i deras ägarskap delades företaget upp i två olika bolag. Bokhandeln Librairie Payot och publiceringsförlaget Payot et Rivages. 
I januari 2013 köptes förlaget av Actes Sud, ett av Frankrikes största bokförlag. De har dock behållit namnet Payot & Rivages som varumärke. 2014 sålde Lagardère S.C.A. sin andel även i bokhandelsbolaget, som numera enbart går under namnet Payot och än idag har sitt huvudkontor i Lausanne.